# Iveta Apkalna

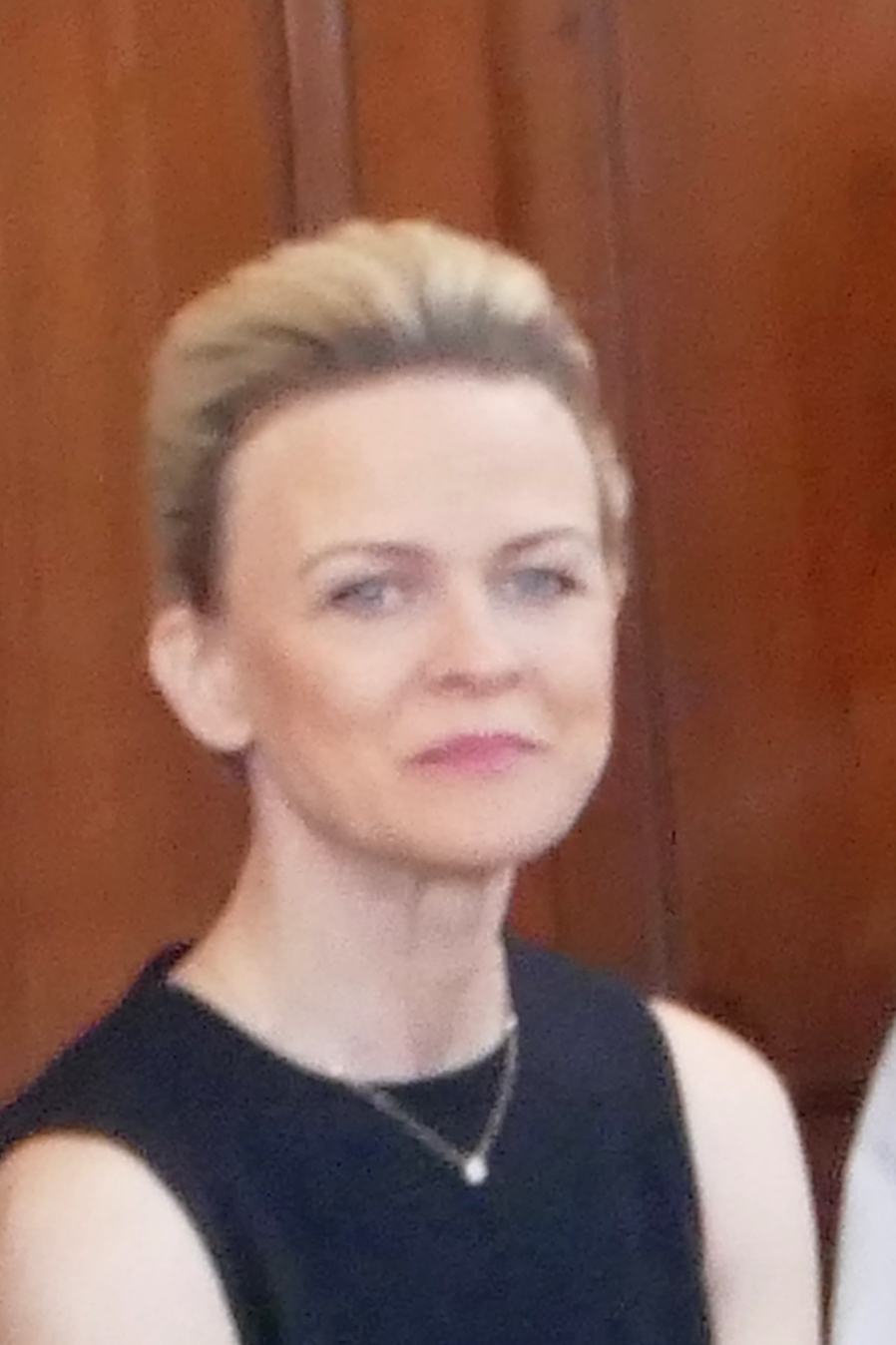
Iveta Apkalna

Iveta Apkalna (geb. Viļuma; * 30. November 1976  in Rēzekne, Lettische SSR) ist eine lettische Organistin.

## Leben und Wirken
Iveta Apkalna erhielt im Alter von fünf Jahren ersten Klavierunterricht, mit acht entschied sie sich, Musikerin zu werden. Ihr Großvater väterlicherseits und ihre beiden Urgroßväter aus dieser Linie waren Lehrer und Organisten.
Apkalna studierte bis 1999 an der Lettischen Musikakademie Jāzeps Vītols in Riga Klavier und Orgel. Danach setzte sie bis 2000 das Klavier-Studium bei Joan Havill an der Londoner Guildhall School of Music and Drama (Diplom mit Auszeichnung) und das Orgel-Studium bis 2003 bei Ludger Lohmann an der Hochschule für Musik und Darstellende Kunst Stuttgart fort. Zudem besuchte sie Meisterklassen unter anderem bei Ewald Kooiman, Hans-Ola Ericsson und Daniel Roth.  Sie erhielt mehrere Stipendien.
Apkalna konzertierte in Europa, Asien und Nordamerika als Orgelsolistin in bedeutenden Konzerthäusern und bei zahlreichen Festivals, darunter die Händel-Festspiele Halle, das Bodenseefestival, die Ludwigsburger Schlossfestspiele, die Orgelwoche Lahti, das Lucerne Festival, das Rheingau Musik Festival, das Schleswig-Holstein Musik Festival. Dabei arbeitete sie mit Dirigenten wie Claudio Abbado, Marek Janowski, Mariss Jansons, Andris Nelsons, Kent Nagano, Thomas Hengelbrock, Gustavo Dudamel und Antonio Pappano zusammen.
Ihr Repertoire umfasst Werke von Bach über Poulenc bis zur zeitgenössischen Musik, darunter zum Beispiel Werke von Philip Glass. Sie ist die Titularorganistin der Hamburger Elbphilharmonie. In der Konzertsaison 2019/2020 trat sie als Artist in Residence des hr-Sinfonieorchesters in Frankfurt in der Alten Oper und im hr-Sendesaal auf, wobei auch Werke für Orgel und Orchester zur Aufführung gelangten.
Apkalna lebt mit ihrer Familie in Berlin und Riga.

## Preise (Auswahl)
- 2002: Gewinnerin des Wettbewerbs Royal Bank Calgary International Organ Competition in London[11]
- 2002: Bach-Preis in Calgary[11]
- 2003: Gewinnerin des Tariverdiev-Wettbewerb in Kaliningrad[11]
- 2005: Echo Klassik in der Kategorie „Instrumentalistin des Jahres / Orgel“ für die CD Himmel & Hölle[1]
- 2008: Echo Klassik in der Kategorie „Klassik ohne Grenzen“ für die CD Noema mit David Orlowskys Klezmorim

## Diskografie
- Iveta Apkalna Live (Hera; 2003)
- Touch down in Riga (querstand; 2004)
- Himmel & Hölle (Hera; 2004)
- Prima Volta (Ifo; 2006)
- Noema – David Orlowsky Klezmorim (Sony; 2007)
- Trumpet and Organ. Mit Reinhold Friedrich, Trompete (Phoenix; 2008)
- Die neue Orgel der Philharmonie Mercatorhalle Duisburg. Konzert zur Orgeleinweihung. Mit Thomas Trotter, Orgel; Duisburger Philharmoniker, Dirigent: Jonathan Darlington  (Acousence Classics; 2009)
- L’Amour et la Mort (Oehms Classics; 2011)
- Walter Braunfels: Konzert für Orgel, Knabenchor und Orchester und andere Welt-Ersteinspielungen. Mit Tölzer Knabenchor, Münchner Symphoniker, Dirigent: Hansjörg Albrecht (Oehms Classic; 2012)
- Leoš Janáček: Missa Glagolytica. Mit Aga Mikolaj, Iris Vermillion, Stuart Neill, Arutjun Kotchinian, Rundfunk-Sinfonieorchester Berlin, Dirigent: Marek Janowski (Pentatone; 2012)
- Mariss Jansons conducts Brahms and Janáček. Mit Tatiana Monogarova, Marina Prudenskaja, Ludovit Ludha, Peter Mikulás, Symphonieorchester des Bayerischen Rundfunks, Dirigent: Mariss Jansons (Arthaus; 2013)
- Iveta Apkalna – Bach & Glass (Oehms Classic; 2015)
- Iveta Apkalna plays... (querstand; 2015)
- Light and Dark. First Solo Organ Recording from the Elbphilharmonie Hamburg (Berlin Classics; 2018)
- Widor & Vierne at the Weiwuying Concert Hall. (Berlin Classics; 2020)